# Netomocera gloriosa
Netomocera gloriosa (лат.) — вид паразитических наездников из семейства Pteromalidae (Chalcidoidea) отряда перепончатокрылые насекомые, в составе подсемейства Diparinae. Австралия (Квинсленд, Mount Glorious).

## Описание
Мелкие хальцидоидные наездники с коренастым телом. Длина самок 1,5 мм (самцы от 1,2 до 1,5 мм). Основная окраска чёрная, ноги и усики буроватые. Отличаются двухцветной окраской: чёрной головой и коричневыми грудью и брюшком. Формула члеников усиков: 1-1-1-7-3. Жгутик усика самок булавовидный с асимметричной булавой, самцы имеют длинные нитевидные антенны, без дифференцированной булавы, и оба пола обладают широким субквадратным петиолем. Самки макроптерные, самцы макроптерные. Оба пола имеют крупный первый тергит, занимающий как минимум половину длины брюшка. Хозяева неизвестны, предположительно ими являются личинки насекомых.

## Систематика
Вид Netomocera был впервые описан в 2019 году румынским энтомологом Mircea-Dan Mitroiu («Alexandru Ioan Cuza» University of Iași, Faculty of Biology, Яссы, Румыния). Вид Netomocera gloriosa сходен с таксонами Netomocera sedlaceki. Видовое название N. gloriosa дано по имени места обнаружения (Mount Glorious).